# Сюлейман Каркини
Сюлейман Нуман Каркини (на албански: Sulejman Numan Karkini) е албански просветен деец, общественик и революционер, деец на Вътрешната македоно-одринска революционна организация.

## Биография
Роден е в Дяково в 1893 година. Развива дейност по повдигането на Албанския въпрос в Косово. 
В 1921 година е привлечен от българската федералистка емиграция и през декември 1921 година участва в Учредителния конгрес на Македонската федеративна емигрантска организация. Избран е в Постоянното бюро на конгреса и в Политическата комисия.
В 1928 година се установява в Кавая, където открива ветеринарна аптека. В 1936 година е назначен за председател на дружеството „Беса“ в Кавая. Участник е в организирането и провеждането на спортни и културни дейности в Кавая, а също така продължава да се занимава и с албанския национален въпрос.
Умира в 1963 година. Името му носи улица в Кавая.